# حسن أباد (مياندوآب)
حسن أباد هي قرية في مقاطعة مياندوآب، إيران. عدد سكان هذه القرية هو 662 في سنة 2006.